# Platypterocarpus tanganyikensis
Platypterocarpus tanganyikensis là một loài thực vật thuộc chi đơn loài Platypterocarpus, họ Celastraceae. Chúng là loài đặc hữu của Tanzania.